# Harold Hopkins
Harold Hopkins (ur. 6 marca 1944 w Toowoomba w stanie Queensland, zm. 11 grudnia 2011 w Sydney) – australijski aktor telewizyjny i filmowy. 

## Życie i kariera
Hopkins urodził się w 1944 roku w Toowoomba. Uczęszczał do Toowoomba Grammar School w latach 1958-1959. On i jego brat bliźniak John zapisali się do Narodowego Instytutu Sztuki Dramatycznej (NIDA) w Sydney. Harold ukończył studia w roku 1967. 
Debiutował w 1968 roku rolą w serialu Motel. Na dużym ekranie zadebiutował w 1969 roku w filmie Age of Consent grając u boku m.in. Helen Mirren.
W trakcie swojej kariery Hopkins pojawił się w ponad 30 filmach - najpopularniejsze z nich: Przyjęcie u Dona, Gallipoli, Dzieci rewolucji czy Żyć w Blackrock. Był nominowany do nagrody Australijskiego Instytutu Filmowego w 1981 roku za drugoplanową rolę w filmie Klub. Hopkins pojawił się także w ponad 160 odcinkach seriali w Australii, m.in. takich jak: Marzenia i koszmary, Homicide, The Godfathers, Cena życia.
W 2011 r., u Hopkinsa zdiagnozowano ciężką chorobę. Najprawdopodobniej przyczyną choroby była styczność Hopkinsa z materiałami azbestowymi, jaką miał, kiedy pracował w zakładach przemysłowych, w latach młodości. Zmarł w hospicjum w Sydney w dniu 11 grudnia 2011 roku.

## Nagrody i nominacje
- Nominacja - Australijska Akademia Sztuk Filmowych i Telewizyjnych AACTA 1981 - za: Najlepszy aktor drugoplanowy - za rolę w filmie Klub[2].

## Wybrana filmografia
Filmy 
- 1969: Age of Consent jako Ted Farrell
- 1976: Przyjęcie u Dona jako Cooley
- 1980: Klub jako Danny Rowe
- 1981: Gallipoli jako Les McCann
- 1982: Najwyższy zaszczyt jako kapral Stewart
- 1993: Joh's Jury jako Geoffrey Woodward
- 1996: Dzieci rewolucji jako komisarz policyjny
- 1997: Żyć w Blackrock jako dyrektor
- 1998: Never Tell Me Never jako Neville
- 2002: Czerwony pył jako Rob McLennan
- 2010: Klinika jako Chester

 Seriale 
- 1968: Motel jako Bruce Jackson
- 1971-1972: Barrier Reef jako Steve Gabo
- 1971-1972: The Godfathers jako Dave Milson
- 1996: Szczury wodne jako Daniel Wallace
- 2006: Marzenia i koszmary jako Vernon Klein